# Ludwig von Bar (Landrat)
Ludwig von Bar (* 11. April 1886 in Langelage; † 1. August 1928 in Bruche) war ein deutscher Verwaltungsjurist und zuletzt Landrat des Kreises Melle.

## Leben

### Werdegang
Ludwig von Bar entstammt der Familie von Bar und war Sohn des Rittergutsbesitzers Otto von Bar (1842–1916) und dessen Ehefrau Frida von Lütcken (1856–1934), Tochter von Eduard Christian von Lütcken. Sein Urgroßvater war Herbord Sigismund Ludwig von Bar. Er besuchte die Rektorschule in Bad Essen und das Gymnasium in Rinteln. Das Studium der Rechts- und Staatswissenschaften absolvierte er in Grenoble, München, Kiel und Marburg. Auf die Ernennung zum Regierungsreferendar folgte ein längerer Auslandsaufenthalt in London und Paris. Als Regierungsassessor verwaltete von Bar vertretungsweise verschiedene Landratsämter, ehe er 1917 zum stellvertretenden Vorsitzenden des Preußischen Landesamtes für Nährmittel ernannt wurde. 1919 wurde er Referent für Ernährungsangelegenheiten beim Oberpräsidium der Provinz Westfalen in Münster. Auf Vorschlag des Kreistages wurde er im August 1919 mit der kommissarischen Verwaltung des Landratsamts des Kreises Melle beauftragt und 1920 als Landrat bestätigt.
In seiner Amtszeit wurde unter anderem die bisherige Präparandenanstalt für den Kreis erworben und zum Kreishaus umgebaut. 1924 übernahm der Kreis das Gutshaus "Engelgarten" zur Unterbringung des Wohlfahrts- und Jugendamtes. Weiterhin beteiligte er sich unter von Bars Leitung am Rheinisch-Westfälischen Elektrizitätswerk, förderte den Ausbau der Kreisstraßen und erwarb sich Verdienste um die Wasserwirtschaft im Kreis, namentlich durch die von ihm initiierte Elsemelioration (1925).

### Familie
1922 heiratete Ludwig von Bar Elisabeth von Pestel, geborene Freiin von Hammerstein-Gesmold, die Witwe seines Amtsvorgängers Otto von Pestel, von dem sie das Gut Bruche geerbt hatte, das seither der Familie von Bar gehört. Zu seinen Enkeln zählt der Jurist Christian von Bar.